# Ciprian Marica
Ciprian Adrian Marica (Bukurešt, 2. listopada 1985.) je rumunjski umirovljeni nogometaš. Marica je debitirao za rumunjsku nogometnu reprezentaciju u studenom 2003. godine protiv Italije. U tom dvoboju su Rumunji izgubili s 1:0 u Anconi. Svoj prvi pogodak je zabio Armeniji godinu kasnije u kvalifikacijama za Svjetsko prvenstvo u 2006. godini.

## Odlike
- Ukrajinska prva liga: 2005., 2006. (Šahtar Donjeck)
- Ukrajinski nogometni kup: 2004. (Šahtar Donjeck)
- Ukrajinski nogometni superkup: 2005. (Šahtar Donjeck)
- Rumunjska Divizia A: 2002., 2004. (Dinamo Bukurešt)
- Rumunjski nogometni kup: 2003., 2004. (Dinamo Bukurešt)